# Die Verwundung und andere frühe Erzählungen
Der Band Die Verwundung und andere frühe Erzählungen von Heinrich Böll erschien im September 1983 im Lamuv Verlag in Bornheim-Merten. Die 22 Erzählungen dieser Sammlung entstanden zwischen 1947 und 1952.

## Inhalt
Die Liebesnacht
Ein Soldat schläft während einer Sommernacht in einem Hotel Brust an Brust mit einer Frau. Richtig will er bei ihr schlafen und bedauert nur, dass er wieder an eine geraten ist, die kein Wort spricht.
Der unbekannte Soldat
Auf dem schier endlosen Anmarsch zur Kampflinie wird ein Soldat durch Kälte, Wassermangel und andere Widrigkeiten so sehr zermürbt, dass er schließlich den Tod herbeisehnt. Dann, nahe bei der Kampflinie, hört und sieht er das Sterben der deutschen Männer unter russischem Beschuss und sein Wunsch geht in Erfüllung. Der Soldat, tödlich getroffen, schreit und stirbt.
Jak, der Schlepper
Nacht an der Ostfront: Nur reichlich zweihundert Meter vor der vordersten russischen Stellung auf Horchposten in einem Erdloch hockend, bekommt der Soldat Hubert – das ist der Ich-Erzähler – von hinten als Verstärkung den jungen Jak zugeteilt. Jak ist Halbwaise, kommt aus St. Avold in Lothringen und hatte im „Zivilberuf“ in Köln drei „freischaffenden“ Huren die Kundschaft für einen Hungerlohn herbeigeschleppt. Jak kann seine Furcht vor dem Feind auf dem vorgeschobenen Posten kaum bezähmen. Hubert schießt eine der raren Leuchtpatronen hoch, nur, um einmal in das Gesicht eines Schleppers zu sehen. Da greift die Gegenseite überraschend an. Für die beabsichtigte Flucht nach hinten bleibt keine Zeit. Hubert wirft sich auf Jak und sieht nur noch Blut unter sich.
Der Mord
Nachts an der Ostfront: Zwei deutsche Soldaten auf Posten trauen ihren Augen kaum. Der Befehlsstand ihres verhassten Vorgesetzten, eines Trinkers, wird hell erleuchtet. Prompt bekommt der Chef von einem russischen Nachtflieger einen Volltreffer. Der Ich-Erzähler bleibt im Graben. Die Rolle des zeitweise abwesenden Kameraden bei dem Mord bleibt unklar.
Siebzehn und vier
Der Ich-Erzähler spielt zum Zeitvertreib mit dem Unteroffizier Fips Karten, als draußen auf eine Explosion ein Schrei folgt. Beide stürzen hinaus. Der Ich-Erzähler sucht und findet den grässlich verstümmelten Kameraden Alfred. Wenig später findet er auch noch Fips – ebenfalls bis zur Unkenntlichkeit verstümmelt. Der Ich-Erzähler erkennt den Unteroffizier an der Spielkarte, die dieser sich nach der Explosion rasch unter das Schulterstück geklemmt hatte. Fips hat „21“ gehabt, hat das Spiel gewonnen.
Todesursache: Hakennase
Der Funker Leutnant Hegemüller ist bei einer russischen Familie einquartiert und wird durch eine Nachricht aufgeschreckt. Draußen vor dem Städtchen morden deutsche Besatzer, welche die gleiche Uniform wie der Leutnant tragen, die jüdische Zivilbevölkerung in Massen. Der russische Hauswirt, obwohl kein Jude, soll ebenfalls hingerichtet werden. Der „Retter“ Hegemüller erreicht den Ort des Verbrechens eine Minute zu spät. Ein Hauch Leben ist noch in dem Hauswirt. Hegemüller schleppt den Sterbenden in das nächste deutsche Lazarett. Dort findet der Leutnant in dem zynischen Arzt auch nur einen Unmenschen vor.
Vive la France!
Frühlingsnacht im besetzten Frankreich abseits von der Front bei Bechencourt nahe dem Meer: Ein deutscher Wachsoldat hadert fern der Heimat, fern von der eigenen Frau, mit seinem Los. Während der Hauptmann und der Leutnant sich bis in die tiefe Nacht hinein betrinken und sich zu allem Überfluss mit Französinnen vergnügen, muss der Soldat patrouillieren und die Zeit will nicht vergehen. Als ihn dann der betrunkene Leutnant noch maßregelt und er dazu vor dem Offizier strammstehen muss, schlägt seine Verzweiflung in Hass um. Was hatte der schwankende Leutnant befohlen? Jeder solle erschossen werden, der die Parole nicht wisse. Die lange Nacht will nicht vergehen. Die Stimmung des Wachsoldaten, der zudem in ständiger Geldnot lebt, erreicht ihren Tiefpunkt. Als sich die Wache endlich ihrem Ende neigt und der Leutnant daherkommt, fordert der Soldat die Parole. Nachdem der Leutnant die Parole gerufen hat, wird er von dem Soldaten trotzdem erschossen.
Die Verwundung
Während eines Gefechts nahe bei Jassy in Rumänien, direkt an der deutsch-russischen Front, wird der 18-jährige Ofensetzer Hans zum dritten Mal verwundet. Der Soldat ist glücklich. Diesmal reicht die Verwundung – ein schauderhaftes Loch im Rücken – für einen Platz im Lazarettzug in Richtung Heimat. Schnell will Hans nicht genesen. Er genießt das neue Leben als Verwundeter und vermittelt seinen Saufkumpan, den Unteroffizier Hubert, an einen „Heimatschußverkäufer“. Der schießt Hubert glatt durch den Unterarm. Hans richtet es so ein, dass Hubert auch einen Platz in dem Heimatzug bekommt. Die Fahrt geht aus dem mit dem Dritten Reich verbündeten Rumänien in das verbündete Ungarn. Es kommt zu Begegnungen mit der ungarischen Bevölkerung. Diese hält genauso wenig von Horthy wie Hans von Hitler. Hansens Rücken eitert stark, doch das ersehnte Ziel winkt – vielleicht der Wiener Wald, vielleicht ein Lazarett in Dresden. Hans hofft, der Krieg wird endlich zu Ende sein, wenn er wieder gesund ist. – Bei diesem umfangreichen Erzähltext handelt es sich um ein Romanfragment; dieses ist inspiriert durch Hemingways Kriegsroman In einem andern Land.
Im Käfig
Ein Lagerinsasse nähert sich dem Stacheldrahtzaun und bringt sich darin um.
Ich kann sie nicht vergessen
Der Hauptmann befiehlt einen Gegenstoß. Dabei wird der Ich-Erzähler verwundet und ins Dorf zurückgetragen. Am Krankenbett wacht eine Medizinerin, die jung aussieht. Er fordert einen Kuss von ihr. Nach der zweiten, dringlicheren Aufforderung tut sie ihm den Gefallen und seitdem kann er sie nicht mehr vergessen. Nachdem der Krieg zu Ende und der Erzähler genesen ist, kommt er der Aufforderung zu arbeiten nicht nach, sondern sucht die Frau. Er wird sie finden.
Grün ist die Heide
Um kurz vor Kriegsende Brücken über Flüsse vor den anrückenden US-Amerikanern zu verteidigen, wurden versprengte Soldaten eilig zu neuen „Einheiten“ zusammengewürfelt. Dabei lernte „der Mann“ den Soldaten Willi Gärtner – für eine halbe Stunde nur – kennen. Gärtner wurde von dem Sergeanten Stevenson erschossen. Aus dem Soldbuch des Toten entnahm der Mann Gärtners Heimatadresse und will nun – vier Jahre danach – der Witwe vom Tode ihres Gatten berichten. Der Mann fragt sich durch. Als er erfährt, dass die Frau gut untergekommen ist, lässt er von seinem Vorhaben ab.
Die Dachrinne
Ein Mann schläft mit einer Frau in deren ruiniertem Haus. Die Frau, die im Kriege – weit weg von daheim, aber noch in Deutschland – arbeiten musste und Not gelitten hat, weint.
Einsamkeit im Herbst
Zwei Kriegsheimkehrer suchen ihre Frauen. Als der eine seine findet, muss der andere allein weiterziehen.
Am Ufer
Ein US-Soldat hat Liebeskummer. Wegen einer langbeinigen, blonden Gertrud will er seinem Leben im Rhein ein Ende machen. Stattdessen rettet er einem 16-jährigen deutschen Jungen das Leben, der hineingesprungen ist, weil er die Lebensmittelmarken der gesamten Großfamilie verloren hat.
Ein Hemd aus grüner Seide
Ein hungriger junger Städter, Heimkehrer von der Ostfront, müht sich ohne Erfolg ab, seine noch gut erhaltenen zivilen Kleidungsstücke bei der wohlgenährten Landbevölkerung gegen Nahrungsmittel einzutauschen.
In guter Hut
Januar 1947: Ein Arbeitsloser, der 1937 das Abitur gemacht hat, der als Infanterist den Ostfeldzug und die Gefangenschaft vom April 1945 bis zum August 1946 überstanden hat, verliert den Halt. Doch im Krankenhaus begegnet ihm in der Krankenschwester endlich ein Mensch.
Eine optimistische Geschichte
Franz, der sehr schüchterne Freund des Erzählers, wird zwar arbeitslos, hat aber unglaubliches Glück. Franz sucht und findet eine reiche „süße“ Frau.
Ich bin kein Kommunist
Das Nachkriegselend mit seiner Wohnungsnot ist für den Erzähler, einen Familienvater, nur mit Sarkasmus erträglich.
Beziehungen
ist eine Satire, die das Schachern um Posten und Pöstchen in Bonner Büros und Hinterzimmern thematisiert.
An der Grenze
Schriftstellerisch Begabte können beim Zoll Karriere machen.
Der Wellenreiter
Ein Dieb quartiert sich ausgerechnet bei dem Detektiv ein, der ihm auf der Spur ist.
In Friedenstadt
ist die Geschichte eines Mannes, der vom Leben lebt und sein Leben stückweise verkauft.

## Rezeption
- Nach Jurgensen[26] konstituiert sich das Poetische in Die Liebesnacht aus den Sinneseindrücken des „todgeweihten Namenlosen“.
- In Todesursache: Hakennase bringe es Böll fertig, den Leser in das Schuldbekenntnis mit einzubeziehen[27]. Der Autor gehe in An der Grenze und Ich bin kein Kommunist ein geradezu „verschwörerisches Verhältnis“ mit dem Leser ein[28].